# Setovelleda similis
Setovelleda similis là một loài bọ cánh cứng trong họ Cerambycidae.